# Давид Лагеркранс
Давид Лагеркранс (на шведски: David Lagercrantz) е шведски журналист и писател, автор на произведения в жанровете трилър и биографичен роман. Сестра му Марика Лагеркранс е известна шведска актриса.

## Биография и творчество
Давид Лагеркранс е роден на 4 септември 1962 г. в Солна, Швеция, в семейството на Улоф Лагеркранс и Мартина Руин. Израства в Солна и Дротнинголм. Учи философия и теология в университета и след това завършва журналистика в Гьотеборг.
След дипломирането си работи в списанието на фирмата за автомобили „Волво“. След това се премества в таблоида Expressen и работи като криминален репортер до 1993 г., отразявайки най-големите наказателни дела от края на 80-те и началото на 90-те години в Швеция.
Първата му биографична книга Göran Kropp 8000 plus за шведския авантюрист и планинар Йоран Кроп (1966-2002) е издадена през 1997 г.
През 2001 г. е публикуван романът му Stjärnfall за английския математик Алън Тюринг, с който прави литературен пробив.
Придобива международна известност с биографичната си книга Jag är Zlatan Ibrahimović за шведския футболист от босненско-хърватски произход Златан Ибрахимович.
През 2015 г. е издаден романът му „Онова, което не ме убива“, който е продължение на трилогията „Милениум“ на писателя Стиг Ларшон, но не е базиран на неговите записки. Романът става бестселър, издаден в над 40 страни по света, и е екранизиран.
Давид Лагеркранс живее със семейството си в Стокхолм.

## Произведения

### Самостоятелни романи
- Stjärnfall (2001)
- Där gräset aldrig växer mer (2002)
- Underbarnets gåta (2003)
- Himmel över Everest (2005)
- Syndafall i Wilmslow (2009)

### Поредица „Милениум“ (Millenium)
4. Det som inte dödar oss (2015)
Милениум. Онова, което не ме убива, изд.: ИК „Колибри“, София (2015, 2022), прев. Росица Цветанова
5. Mannen som sökte sin skugga (2017)
Мъжът, който търсеше сянката си, изд.: ИК „Колибри“, София (2017), прев. Любомир Гиздов
6. Hon som måste dö (2019)
Тя, която трябваше да умре, изд.: ИК „Колибри“, София (2019), прев. Любомир Гиздов
от серията има още 3 романа от Стиг Ларшон

### Поредица „Реке и Варгас“ (Rekke och Vargas)
1. Obscuritas (2021)
2. Memoria (2023)

### Документалистика
- Göran Kropp 8000 plus (1997)
- Änglarna i Åmsele (1998)
- Ett svenskt geni (2000, преработен и допълнен 2006) – за Андреас Ланс
- Jag är Zlatan Ibrahimović (2011) – за Златан Ибрахимович

### Екранизации
- Момичето в паяжината, The Girl in the Spider's Web – по „Милениум. Онова, което не ме убива“